# 펑사오펑
펑사오펑(중국어: 冯绍峰, 병음: Féng Shàofēng, 한자음: 풍소봉, 본명: 펑웨이(冯威), 1978년 10월 7일 ~ )은 중국의 배우이다.
드라마 《궁쇄심옥》(2011)으로 흥행 대박과 동시에 스타덤에 올랐고, 영화 《초한지-천하대전》(2011)의 항우 역으로 주목을 받았다.
그 후 드라마 《난릉왕》(2013), 영화 《적인걸 2》(2013), 《기약없는 만남》(2014), 《울프 토템》(2015), 《몽키킹 2》(2016) 등 다수의 흥행작에 주연으로 출연하였다.
영화 《울프 토템》(2015)으로 2016년 제33회 대중영화백화상 남우주연상을 수상하였고, 드라마 《녹비홍수》(2018)로 흥행과 동시에 탄탄한 연기력으로 호평을 받았다.
2018년 10월, 영화 《몽키킹3》(2018)와 드라마 《녹비홍수》(2018)에서 호흡을 맞추었던 중국배우 자오리잉과 결혼했고 4년만에 두 사람은 이혼을 하게 되었다.

## 출연작 목록

### 영화
| 연도 | 제목                         | 원제               | 배역     | 비고        |
| ---- | ---------------------------- | ------------------ | -------- | ----------- |
| 2011 | 초한지 - 천하대전            | 鸿门宴             | 항우     |             |
| 2012 | 화피 2                       | 画皮2              | 팡랑     |             |
| 2012 | 2차 노출                     | 二次曝光           | 류듕     |             |
| 2012 | 타이치 0                     | 太極之零開始       | 천짜이양 |             |
| 2012 | 타이치 히어로                | 太極２ 英雄崛起    | 천짜이양 |             |
| 2013 | 적인걸 2: 신도해왕의 비밀    | 狄仁傑之神都龍王   | 위지진금 |             |
| 2013 | 아상화니호호적               | 我想和你好好的     | 장량량   |             |
| 2014 | 기약없는 만남                | 后会无期           | 마호한   |             |
| 2014 | 황금시대                     | 黄金时代           | 샤오쥔   |             |
| 2015 | 울프 토템                    | 狼图腾             | 첸젠     |             |
| 2015 | 드래곤 블레이드              | 天将雄师           | 곽거병   | 우정 출연   |
| 2016 | 몽키킹 2: 서유기 여정의 시작 | 西游记之三打白骨精 | 삼장법사 |             |
| 2016 | 홍금보의 보디가드            | 特工爺爺           | 닥터 후  | 카메오 출연 |
| 2016 | 내 남자친구의 결혼식         | 我最好朋友的婚礼   | 리란     |             |
| 2017 | 삼체                         | 三体               | 왕린     | 제작 중단   |
| 2017 | 이대요정: 미남과 요괴        | 二代妖精           | 원수     |             |
| 2018 | 몽키킹 3: 서유기 여인왕국    | 西游記女兒國       | 삼장법사 |             |
| 2018 | 적인걸 3: 사대천왕           | 狄仁杰之四大天王   | 위지진금 |             |

### 드라마
| 연도 | 제목               | 원제                 | 배역              | 비고                                                         |
| ---- | ------------------ | -------------------- | ----------------- | ------------------------------------------------------------ |
| 2007 | 세월풍운           | 歲月風雲             | 화진민            |                                                              |
| 2007 | 여인화             | 女人花               | 오우성            |                                                              |
| 2009 | 쇄청추             | 锁清秋               | 심조종            |                                                              |
| 2010 | 미인심계           | 美人心计             | 유장              |                                                              |
| 2010 | 가기여몽           | 佳期如梦             | 맹화평            |                                                              |
| 2011 | 명운교향곡         | 命运交响曲           | 류진희            |                                                              |
| 2011 | 후궁의 남자        | 后宫                 | 양영              |                                                              |
| 2012 | 궁쇄심옥           | 宫锁心玉             | 윤사              | 궁쇄심옥의 후속작인 궁쇄주렴에서 양멱과 함께 카메오로 출연함 |
| 2012 | 호부전기           | 虎符传奇             | 위무기 / 신릉공자 |                                                              |
| 2013 | 난릉왕             | 兰陵王               | 난릉왕            |                                                              |
| 2016 | 환성 : 신들의 전쟁 | 幻城                 | 캐소              |                                                              |
| 2017 | 나편성공나편해     | 那片星空那片海       | 우쥐란            |                                                              |
| 2018 | 녹비홍수           | 知否知否应是绿肥红瘦 | 고정엽            |                                                              |